# Газні
Газні (пушту غزنی, дарі غزنی, раніше Александрія Опіанійська) — місто в Афганістані, на південний захід від Кабулу, на шляху в Кандагар. Розташовано на гірському плато.
Адміністративний центр провінції Газні. Населення — 150 000 осіб (2006).

## Клімат
Місто знаходиться у зоні, котра характеризується вологим континентальним кліматом з теплим літом. Найтепліший місяць — липень із середньою температурою 22.2 °C (72 °F). Найхолодніший місяць — січень, із середньою температурою -5 °С (23 °F).
| Клімат Газні            | Клімат Газні | Клімат Газні | Клімат Газні | Клімат Газні | Клімат Газні | Клімат Газні | Клімат Газні | Клімат Газні | Клімат Газні | Клімат Газні | Клімат Газні | Клімат Газні | Клімат Газні |
| Показник                | Січ.         | Лют.         | Бер.         | Квіт.        | Трав.        | Черв.        | Лип.         | Серп.        | Вер.         | Жовт.        | Лист.        | Груд.        | Рік          |
| Абсолютний максимум, °C | 12           | 17           | 20           | 27           | 30           | 35           | 35           | 35           | 32           | 27           | 21           | 15           | 35           |
| Середній максимум, °C   | 1            | 3            | 10           | 16           | 22           | 26           | 30           | 30           | 26           | 20           | 12           | 5            | 17           |
| Середня температура, °C | −5           | −2           | 4            | 9            | 14           | 19           | 22           | 21           | 16           | 10           | 5            | −1           | 9            |
| Середній мінімум, °C    | −11          | −8           | −1           | 3            | 7            | 11           | 14           | 12           | 7            | 1            | −2           | −7           | 2            |
| Абсолютний мінімум, °C  | −31          | −25          | −11          | −5           | 0            | 5            | 7            | 6            | 0            | −5           | −5           | −21          | −31          |
| Норма опадів, мм        | 30           | 50           | 60           | 80           | 20           | 0            | 20           | 0            | 0            | 0            | 10           | 30           | 350          |
| ----------------------- | ------------ | ------------ | ------------ | ------------ | ------------ | ------------ | ------------ | ------------ | ------------ | ------------ | ------------ | ------------ | ------------ |
| Джерело: Weatherbase    |              |              |              |              |              |              |              |              |              |              |              |              |              |

## Історія

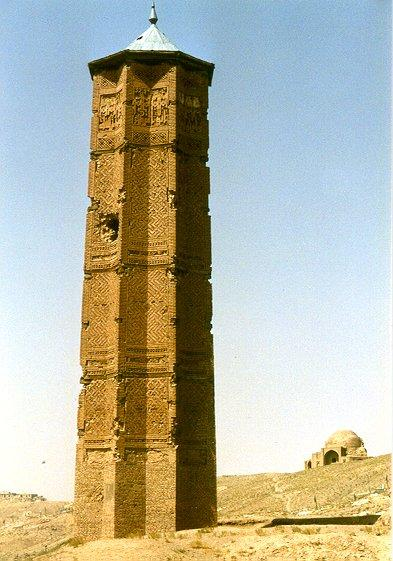
Мінарет у Газні. Фото 2001

Час заснування невідомий. Перші згадки трапляються у Сюаньцзана (VII століття).
Розквіт міста належить до кінця X—XI століття, коли місто стало не лише столицею Газневідської держави, але й торговельно-культурним центром регіону.
В середині XII століття Газні було захоплено Гурідами, сильно зруйновано та спалено. До завоювання міста монголами у 1221 році воно належало Хорезмшахам.
У другій половині XIII століття місто перебувало у васальній залежності від правителів Герата.
Наприкінці XIV — початку XVI століть місто підпорядковувалось Тимуридам.
З початку XVI століття до захоплення Надір-шахом у 1738 владу в місті утримували Великі Моголи.
У 1747 місто перейшло до рук засновника афганської держави Ахмед-шаха Дуррані.

## Пам'ятки
У місті знаходяться могили багатьох відомих людей, зокрема Аль-Біруні. Залишки палацу Масуда III (XII століття), мавзолеї Мухаммед Шаріф-хана (XV століття), Абд ар-Раззака (початок XVI століття), Махмуда Газневі (XVIII століття, над могилою XI століття). Пагорб з руїнами буддійського монастиря VI—VII століть. В околицях Газні — дві меморіальні вежі XII століття, зведені на честь перемог Масуда III. Газні — старовинний центр художньої обробки металу.

## Персоналії
- Ісмаїл ібн Себук-Тегін (д/н — 998) — емір держави Газневідів у 997—998 роках
- Махмуд Газневі (971—1030) — тюркський правитель держави Газневідів